# コロンビア大陸

15億9,000万年前のコロンビア大陸。

コロンビア大陸（コロンビアたいりく）とは、先カンブリア時代の原生代にあたる、約25億年前に形成が始まり、約15億年前まで存在したと考えられている超大陸である。ハドソンランド（Hudsonland）とも呼ばれる。
ローレンシア大陸、バルティカ大陸、ウクライナ大陸（サルマティア・クラトン）、アマゾニア大陸、オーストラリア大陸などのクラトン（大陸塊）で構成されていた。これに加えてシベリア大陸、北部中国大陸、カラハリ大陸などのクラトンで構成されていたとする考えもある。